# Grasmere
Grasmere est un village d'Angleterre. C'est une destination touristique champêtre. Le poète William Wordsworth, qui y vécut pendant 14 ans, déclara que c'est le meilleur endroit que l'Homme ait jamais trouvé.
Il est situé dans le district de South Lakeland dans le comté de Cumbria.

## Patrimoine
- Église St Oswald